# 일본 총리부
총리부(일본어: 総理府)는 일본의 내각총리대신 스스로가 분담하면서 관리하는 사무를 담당하는 일본의 행정기관이었다.
대일본제국 헌법 아래에서는 내각소속부국(部局)이라고 불렸으며, 과도기에는 총리청(일본어: 総理庁)이 되었다. 1949년에 총리부라는 이름으로 신설되었다. 2001년의 중앙 성청 개편에 따라 내각부에 흡수, 통합 되었다.

## 연혁
- 1947년 5월 3일 - 일본국 헌법의 시행에 따라 기존 내각소속부국을 총리청으로 통합한다(총리청 관제 정령 제3호).
- 1949년 6월 1일 - 국가행정조직법 및 총리부 설치법의 시행에 따라 총리청을 폐지하고 총리부를 발족시킨다.
총리부의 장(長)은 내각총리대신이다. 이는 내각법에 따른 주임 대신 규정에 따른 것이다. 하지만 실제로 사무를 감독하는 대신은 내각관방장관 및 관방장관을 보좌하는 내각관방부(副)장관이었다.
- 1957년 8월 1일 - 총리부의 대신관방(大臣官房)이 처리해온 내각 관방의 사무는 내각관방 자체에 전임 직원을 새로 두는 것을 통해 총리부와 내각 관방 사무의 분리를 도모했다.
이것에 따라 총리부에 총리부 총무장관 및 총리부 총무부(副)장관을 신설하게 된다. 이에 따라 내각관방장관 및 내각관방부장관은 총리부 담당에서 분리되었다. 총리부 총무장관은 국무대신으로만 임명될 수 있었지만, 실제로 그러한 임용은 되지 않았다. 총리부 총무장관은 내각회의의 배석자가 되었으며, 총리부 총무부장관은 사무차관 회의의 구성원이었다. 이것에 따라 사무차관 회의는 사무차관 등 회의로 개칭되었다.
- 1963년 6월 11일 - 총리부 총무장관은 내각관방장관과 함께 새롭게 인증관(認証官)이 되었다.
- 1965년 5월 19일 - 인사원으로부터 국가 공무원의 능률·후생·복무에 관한 사무, 대장성으로부터 퇴직 수당에 관한 사무를 이관받는다. 이에 따라 총리부는 인사원과 함께 국가공무원법에 따른 중앙인사행정을 담당하게 된다.
이것에 따라 총리부 총무장관은 국무대신만 임명되는 것이 법정화되었다. 또 새롭게 정무 담당의 총리부 총무부장관 직을 신설했다. 이것에 따라 총리부 총무장관은 내각회의의 배석자에서 구성원이 되었으며 총리부 총무부장관(정무)은 내각회의의 배석자가 되는 것과 동시에 정무 차관회의의 구성원이 된다.
- 1982년 7월 30일 - 임시 행정조사회(제2차 임시행정조사회)는 종합관리청(가칭)의 설치를 제안한다.
총리부 인사국을 행정관리청으로 이관시켜, 행정기관의 인사·조직·정원 관리를 일원화 하려는 구상이었다.
- 1983년 7월 15일 - 자유민주당 재무행정조사회의 하시모토 류타로(橋本龍太郎) 회장이 총무청 설치를 내용으로 하는 하시모토 시안(試案)을 내각에 제시한다.
- 1983년 9월 2일 - 총무청 설치를 내각회의에 제시한다.
임시 행정조사회의 제안이나 하시모토안과 달리 인사·은급(恩給) 양국(兩局) 이외에 통계국이나 특정 시책의 종합 조정 부문도 신설되는 청에 합류시키는 내용을 심의한다.
새로 신설되는 청에서 총리부 출신자의 발언력 저하를 불안시한 총리부 관료가 반격에 나서 통계국도 이관의 대상으로 포함시킨 것이다.
- 1984년 7월 1일 - 총무청 발족과 함께 총리부 본부는 대신관방과 상훈국만으로 소규모화된다.
이것에 따라 총리부 총무장관 및 총리부 총무부장관 직은 폐지되었다. 총리부 본부 및 그 외의 기관(대신청은 제외되었다.)의 소관 사무는 내각관방장관 및 내각관방부장관이 감독을 담당하게 되었다. 또 소관 사항을 통괄하는 직책으로 새롭게 총리부 차장이 신설되었다.
총무청으로 인사국, 은급국, 통계국, 교통안전대책실, 노인대책실, 지역개선대책실, 청소년대책본부, 북방대책본부가 이관되었다.
- 1999년 9월 20일 - 중앙 성청 개편에 따라서 총리부 정무 차관이 설치된다.
- 2000년 4월 1일 - 중앙 성청 개편에 앞서 원자력 안전위원회의 사무국 기능이 과학기술청으로 분리되어 이관된다.
- 2001년 1월 6일 - 중앙 성청 개편에 따라 총리부는 내각부로 통합된다.

## 특색
총리부 본부(외국을 제외한 행정기관을 말한다.)는 총리 직할 기능과 종합 조정 기능을 담당하고 있었다. 내각총리대신 직속의 기관으로서 사무의 성격상 총리 스스로가 직할해야 할 국(局)과 관련된 사무, 임기응변식의 정치 판단에 의해 총리 스스로가 직할 해야한다고 판단한 사무를 담당하는 등 총리 직할 기능의 중심적 기능의 중심적 역할을 담당했다. 또한, 내각관방과 일체가 되어 종합 조정 기능을 담당했다.
총리의 직할 기능으로는 다음과 같았다.
1. 사무의 성격상 총리 스스로가 직할해야 할 국(局)의 기본과 관련되는 사무(연호 등)
2. 임기응변의 정치 판단 등에 의해 총리 스스로가 직할 해야 한다고 판단한 사무(행정개혁회의, 국제평화협력본부, 한신·아와지 대지진 부흥 대책 본부)
3. 총리가 분담 관리시 최종 책임을 지는 사무

내각총리대신을 보좌하는 기관으로서는 각료를 포함한 내각 그 자체의 보좌 기관인 내각관방이 있었다. 이 조직은 총리부 본부와는 법령상 다른 조직이었지만 함께 내각총리대신을 주임 대신으로 선임해 그 관할이 동일하기 때문에 사실한 밀접한 관계가 있었다.